# Колесников, Игорь Владимирович
Игорь Владимирович Колесников (род. 12 ноября 1969, Ростов-на-Дону) — российский учёный в области машиностроения, член-корреспондент РАН (2022).

## Биография
Родился 12 ноября 1969 года в Ростове-на-Дону.
Окончил Ростовский государственный университет (специальность радиофизик), Институт управления, бизнеса и права (специальность юриспруденция).

### Трудовая деятельность
- 1992—1994 — директор научно-производственной фирмы «Информсервис»;
- 1994—1995 — заведующий операционного зала КБ Донинвест;
- 1995—1996 — директор научно-производственной фирмы «Информсервис»;
- 1996—1998 — генеральный директор ОАО «Автоколонна-1558»;
- 1998—2002 — директор научно-производственной фирмы «Информсервис»;
- 2002—2007 — генеральный директор ЗАО «Ростовремстроймонтаж»;
- 2007—2011 — генеральный директор ООО «ЕвроДонТранс»;
- 2012—н. в. — генеральный директор ООО «РециклДонСтрой».

### Общественная работа
- 1997—2001 — депутат Ростовской-на-Дону городской Думы II созыва, Председатель постоянной комиссии по промышленности транспорту, связи, торговле, общественному питанию и бытовому обслуживанию;
- 2005—2010 — депутат Ростовской-на-Дону городской Думы IV созыва, Председатель комиссии по торговле, общественному питанию, бытовому обслуживанию и малому предпринимательству;
- 2008—2013 — депутат Законодательного Собрания Ростовской области IV созыва, заместитель Председателя комитета по строительству, жилищно-коммунальному хозяйству, энергетике, транспорту и связи;
- с апреля 2013 года — председатель Ростовского регионального совета сторонников Партии «ЕДИНАЯ РОССИЯ».
- 2013—2018 — депутат Законодательного Собрания Ростовской области V созыва, заместитель Председателя комитета по законодательству, государственному строительству и правопорядку;
- С 2017 года — помощник депутата Государственной Думы ФС РФ Кобзева Ю. В. по работе в Ростовской области.

В настоящее время — заведующий Научно-исследовательской лабораторией «Нанотехнологии и новые материалы», Научно-исследовательский центр «Нанотехнологии и трибосистемы», Ростовский государственный университет путей сообщения.
В 2018 году — присвоено почётное учёное звание профессора РАН.
В 2022 году — избран членом-корреспондентом РАН от Отделения энергетики, машиностроения, механики и процессов управления.

## Научная деятельность
В 2016 году защитил докторскую диссертацию на тему «Системный анализ и синтез процессов, происходящих в металлополимерных узлах трения фрикционного и антифрикционного назначения».
Специалист в области нанотехнологий, машиностроения, механики и транспорта. 
Автор более 170 научных трудов, из них: 9 монографий, 43 патента и 126 статей в журналах.